# Anatoli Basjasjkin
Anatoli Vasiljevitsj Basjasjkin (Russisch: Анатолий Васильевич Башашкин) (Reoetov, 23 februari 1924 –  Moskou, 27 juli 2002) was een voetballer uit de Sovjet-Unie. 

## Biografie
Basjasjkin speelde het grootse deel van zijn carrière voor CSKA Moskou, onder de toenmalige benamingen CDKA en CDSA, waarmee hij vier keer de landstitel en drie keer de nationale beker won. Hij nam in 1952 met zijn land deel aan de Olympische Spelen in Helsinki en was aanvoerder, maar na een nederlaag tegen Joegoslavië moest hij de aanvoerdersband afgeven. Het verlies op de Spelen, uitgerekend tegen Joegoslavië, waar het land al jaren een politiek conflict mee had had zware gevolgen voor CDSA Moskou, dat door Jozef Stalin ontbonden werd. Hierop trok hij naar Spartak Moskou, waar hij ook landskampioen mee werd. Na het overlijden van Stalin werd de club in 1954 nieuw leven in geblazen en keerde Basjasjkin terug naar zijn club. 
In 1956 won hij op de Olympische Spelen in Melbourne met zijn team de gouden medaille. Deze keer werd Joegoslavië verslagen in de finale. 

## Na zijn spelerscarrière
Na zijn spelerscarrière ging hij voor lange tijd het Sovjet-leger in als tankofficier, gestationeerd in de Oekraïense Socialistische Sovjetrepubliek. In 1976 werd hij hoofdtrainer van Pachtakor Tasjkent, in 1979 hoofdtrainer van Krasnaja Presnja Moskou en in 1981 assistent-trainer van Spartak Moskou.

## Erelijst
CDKA Moskou
- Sovjet Top Liga: 1947, 1948, 1950, 1951
- Beker van de Sovjet-Unie: 1948, 1951, 1955

 Spartak Moskou
- Sovjet Top Liga: 1953

 Sovjet-Unie
- Olympische Spelen: goud in 1956